# 꿀타래

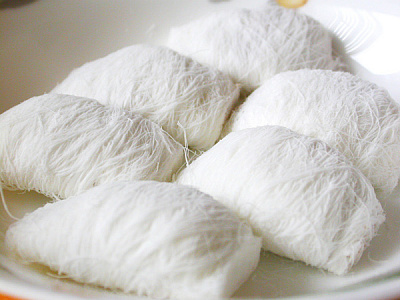

꿀타래는 꿀과 맥아당을 8일 동안 숙성하여 덩어리를 만든 다음, 이 덩어리를 사람의 손작업을 통해 명주실처럼 가늘고 고운 16,384가닥 이상의 꿀실로 만들어 그 안에 땅콩, 아몬드, 호두, 깨 등의 견과류를 넣고 꿀실을 말아 만드는 후식에 대하여 대한민국 특허청에 2000년 11월 7일 등록된 등록상표이다. 조선 시대 임금이 먹던 궁중 간식이라고 알려져 있으나 이는 잘못된 것으로, 실은 중국의 용수당을 모방하여 1999년 여름 한 중소업체에서 출시한 제품명이다. 인사동과 명동 등에서 팔리고 있다.

## 같이 보기
- 피슈마니예(Pişmaniye)
- 용수당